# عباس قبادیان
عباس خان امیر مخصوص کلهر (در گذشته تیر ۱۳۳۴ در فرانسه) که نام خانوادگی قبادیان برگزید، رئیس ایل کلهر بود که در زمان رضا شاه پهلوی ابتدا میرآخور سلطنتی بود اما سپس مغضوب و سال‌ها زندانی شد. پس از کناره‌گیری رضا شاه از سلطنت، سه دوره (دوره‌های چهاردهم، پانزدهم و شانزدهم) نمایندۀ کرمانشاهان در مجلس شورای ملی بود.

## ریاست ایل کلهر
عباس خان نوه داودخان رئیس ایل کرد کلهر بود. در دوران جنگ جهانی اول همزاه با ایل کلهر به حکومت «مجاهدین» پیوست که به ریاست نظام‌السلطنه مافی و شرکت سیاستمداران دموکراتی که از تهران آمده بودند، با حمایت آلمان و عثمانی در کرمانشاه تشکیل شد. او چند سال با نیروهای انگلیسی و روس جنگید تا سرانجام به خواست انگلیسی‌ها، صارم‌الدوله که حکمران کرمانشاهان بود، او را دستگیر کرد و به تهران فرستاد.
عباس خان به مدت دو سال تا وقوع کودتای سوم اسفند ۱۲۹۹ در تهران تحت نظر بود. پس از کودتا با کمک رضا خان سردارسپه پس از برادرش پاشا خان، رئیس ایل کلهر شد. او سپس همراه با امیرلشکر امیراحمدی که فرمانده لشکر غرب شده بود به کرمانشاهان رفت و در خلع سلاح عشایر با او همکاری کرد.
نظامیان تحت فرماندهی رضا خان که در آن سال‌های پایانی دوره قاجار قدرت گرفته بودند، املاک پدربزرگ قبادیان را به تصرف او در آوردند و در مقابل سالی هفتاد هزار تومان از او می‌گرفتند. چند سال بعد رضا شاه سرتیپ بوذرجمهری را نزد قبادیان فرستاد و او را مجبور کرد بخشی از املاکی را که به دست آورده بود به نام رضا شاه کند و بخشی دیگر از آن را با املاکی در فارس و خراسان عوض کند. قبادیان همچنین یک شمشیر مرصع به بوذرجمهری پیشکش داد که به گفته خودش در سال ۱۳۲۳ سیصد هزار تومان قیمت داشت و همچنین هزینه سفر او را به عتبات پرداخت. اما بوذرجمهری پس از بازگشت به تهران به رضا شاه گفت که قبادیان قصد داشته او را بگیرد و بکشد و شاه را به او مظنون کرد. 

## زندان
قبادیان سپس به تهران احضار و در دربار، میرآخور سلطنتی و ملقب به امیر مخصوص شد اما پس از یک سال و نیم چون از زندگی در تهران خیلى ناراضى بود، مرخصى گرفت و نزد ایل خود برگشت و عده زیادى از ایل دور او جمع شدند. به همین علت تحت تعقیب قرار گرفت و به لرستان رفت. در لرستان سپهبد شاه‌بختى او را دستگیر کرد و به تهران فرستاد و به ده سال زندان محکوم شد. به گفته قبادیان، علت مشکوک شدن به او و مغضوبیتش این بود که از چمدانش عکسی به دست آمد که با عده‌ای از افراد ایل در تهران گرفته بود اما بوذرجمهری آن را به عنوان سندی به رضا شاه نشان داد که قبادیان با خارجیها ساخته است و قصد توطئه دارد. به گفته خودش، در مدتی که در زندان بود، مادر و سه فرزند کوچکش در راه خراسان زیر برف تلف شدند. املاکش نیز مصادره شد.

## جدال بر سر املاک
با کناره‌گیری رضا شاه در شهریور ۱۳۲۰ قبادیان آزاد شد و میان ایل خود بازگشت. با تصویب قانونی برای بازگرداندن املاکی که رضا شاه از مالکان گرفته بود، قبادیان نیز خواستار پس گرفتن املاکی شد که عبارت بود از: ۱۵۰ روستا و مزرعه و مرتع در ایوان، دوازده روستا و مرتع در سومار، شش روستا و مرتع در نفت شاه (نفت‌شهر) که چاه‌ها و تأسیسات نفتی در آن اراضی قرار داشت، بخشی از دهستان دیره و روستاهای گیلانغرب، روستاهای کله‌جوب علیا و سفلى و ۱۱۱ فقره ملاک و مزرعه دیگر.  
قبادیان در سال ۱۳۲۲ در انتخابات مجلس شورای ملی با کسب ۱۰۲۴۴ رأی از مجموع ۱۸۳۴۷ رأی  به نمایندگی کرمانشاهان انتخاب شد (دوره چهاردهم). در دو دوره بعد نیز بر همین کرسی نشست. 
با تلاش‌های قبادیان، دولت تا زمانی که دادگاه تکلیف املاکش را مشخص کند ده‌ها هزار تومان به او کمک مالی کرد و سرانجام در سال ۱۳۲۶ املاک را با سند مالکیتی که به نامش زده شد، همراه با خویشاوندانش پس گرفت. 

## درگذشت
قبادیان در اوائل تیر ۱۳۳۴ در سانحه رانندگی در فرانسه درگذشت.پس از این سانحه که بسیار ساختگی بنظر میرسید حکومت پهلوی دوم در هه چهل شمسی دست به اصلاحات ارضی زد.